# Žaškov
Žaškov – wieś (obec) w powiecie Dolný Kubín na Słowacji, na słowackiej Dolnej Orawie. Położona jest w dolinie Žaškovskego potoku, u podnóży wzniesień Wielkiej Fatry. Do miejscowości można dojechać z Párnicy drogą, która ślepo kończy się w Žaškovie.